# Parafia Kościoła Katolickiego Mariawitów w Dąbrówce Małej
Parafia Niepokalanego Poczęcia Najświętszej Maryi Panny w Dąbrówce Małej – mariawicka parafia kustodii płockiej, Kościoła Katolickiego Mariawitów w RP. 
Świątynią parafialną jest kaplica domowa we wsi Dąbrówka Mała, w gminie Brzeziny, powiecie brzezińskim, województwie łódzkim. Nabożeństwa w kaplicy celebrują kapłani i kapłanki ludowe.

## Historia
Parafia Niepokalanego Poczęcia Najświętszej Maryi Panny w Dąbrówce Małej wyodrębniła się w 1935 po rozłamie w parafii Matki Boskiej Szkaplerznej i św. Wojciecha w Lipce. Parafia mariawicka w Lipce była pierwszą, która na 8 lutego 1906, ogłosiła swoją niezależność i wyodrębniła się z rzymskokatolickiej parafii w Niesułkowie. Parafianie lipkowscy zorganizowali również kaplice domowe w Dąbrówce Małej i Dużej, w Poćwiardówce, w Nowostawach Górnych i Dolnych i w Niesułkowie. W 1935 parafia podzieliła się. Duża część wiernych zorganizowała się w odrębne parafie nowo powstałego Kościoła Katolickiego Mariawitów. Powstały wtedy parafie w Dąbrówce Małej, Poćwiardówce, Niesułkowie i w Nowostawach Dolnych (ta ostatnia obecnie nie istnieje).

## Nabożeństwa
- Msze św. w niedziele i święta o godzinie 10:00
- Adoracja miesięczna  26. dnia każdego miesiąca[1].